# 瑪利亞方濟各傳教修會
瑪利亞方濟各傳教女修會（英語：Franciscan Missionaries of Mary）是由苦難瑪利亞修女（Hélène Marie Philippine de Chappotin de Neuville）于1877年在印度 Ootacamund 创建的罗马天主教修女會。
瑪利亞方濟各傳教女修會曾经在1886年进入中国烟台。1913年由进入上海，陆续接管了公济医院、杨树浦圣心医院和中比镭锭医院。1953年被驱逐出境。